# تقاسم ركوب الدراجات

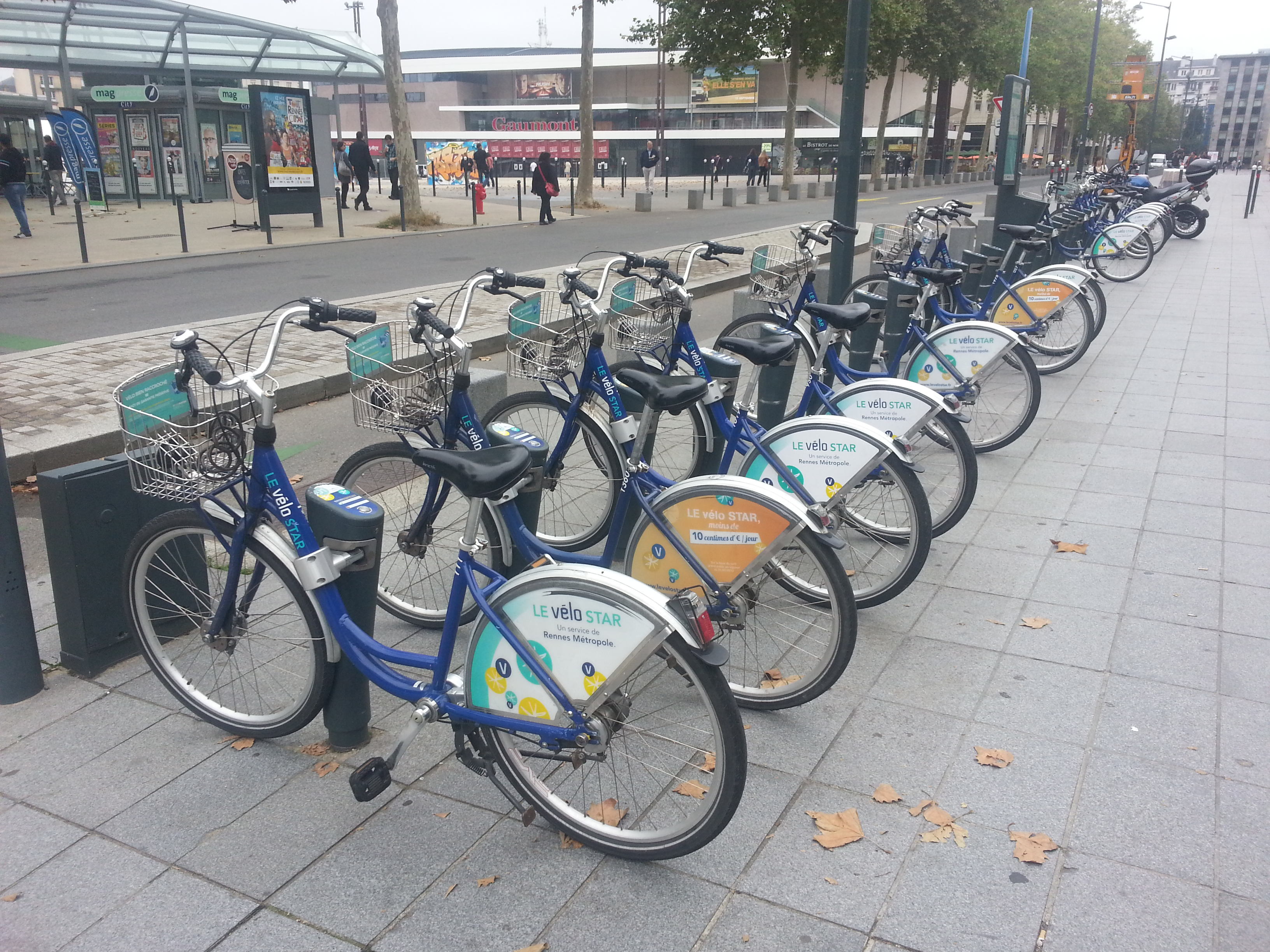
موقف دراجات للتقاسم فرنسا

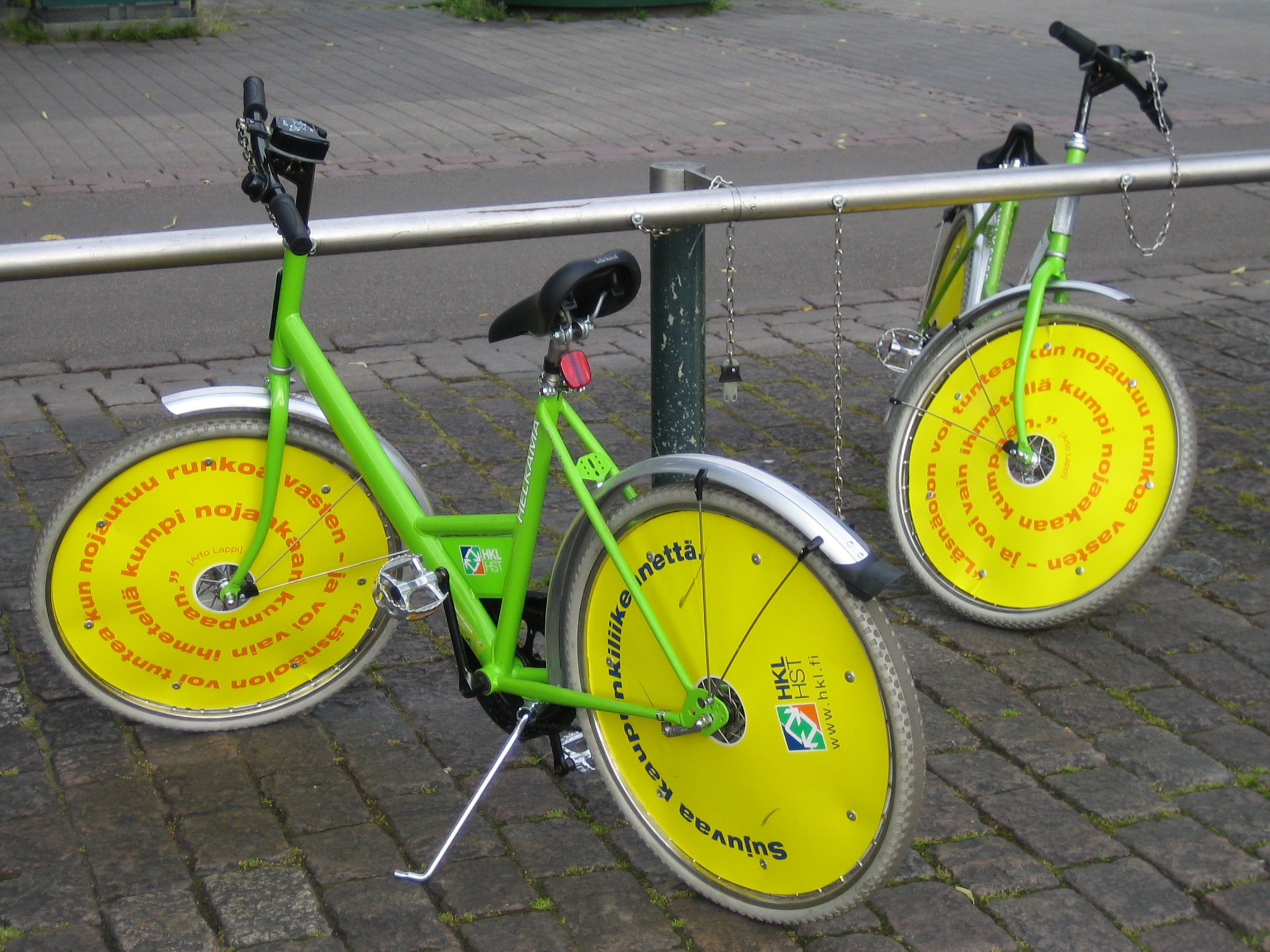
هلسنكي

تقاسم ركوب الدراجات (بالإنجليزية: Bicycle-sharing system)‏ هو خدمة يتقاسم فيها مجموعة من الناس في ركوب دراجات لقضاء أمورهم ويقومون بالاشتراك في شراء ودفع تكاليف الصيانة والحماية والموقف معا وقد انتشرت في أوروبا وأمريكا هذه الخدمة كثيرا.